# Lyckebyn
Lyckebyn är en bebyggelse i Österhaninge socken i Haninge kommun, Stockholms län som från 2010 ingår i tätorten Stockholm. Fram till 2010 klassade SCB Lyckebyn som ligger norr om Lycksjön och sydost om Vendelsö som en småort. När SCB introducerade begreppet fritidshusområde år 2000, blev Lyckebyn klassad som en sådan, innehållande 112 fritidshus. 2005 hade antalet fritidshus minskat till 75. Då området inkluderades i en Stockholms tätort 2010 räknas det inte längre som ett fritidshusområden.